# Sickle Mountain
Sickle Mountain (englisch für Sichelberg) ist ein 1250 m hoher Berg an der Fallières-Küste des Grahamlands auf der Antarktischen Halbinsel. Er ragt 22 km östlich des Kap Berteaux an der Südflanke des Clarke-Gletschers auf.
Der US-amerikanische Polarforscher Finn Ronne benannte ihn während der United States Antarctic Service Expedition (1939–1941) so, weil seine Form an eine Sichel erinnert.